# Öregrunds församling
Öregrunds församling var en församling i Uppsala stift och i Östhammars kommun i Uppsala län. Församlingen uppgick 2002 i Öregrund-Gräsö församling.

## Administrativ historik
Församlingen bildades 18 mars 1491 genom en utbrytning ur Börstils församling. Församlingen uppgick den 1 januari 2002 i Öregrund-Gräsö församling.
Församlingskoden var 038207.

### Pastorat
- 18 mars 1491 till 1846: Församlingen utgjorde ett eget pastorat.[1]
- 1846 till 1 januari 2002: Moderförsamling i pastoratet Öregrund och Gräsö.[1]

## Areal
Öregrunds församling omfattade den 1 januari 1952 en areal av 5,22 km², varav 5,07 km² land. Efter nymätningar och arealberäkningar färdiga den 1 januari 1955 omfattade församlingen den 1 januari 1961 en areal av 5,56 km², varav 5,40 km² land.

## Kyrkor
- Öregrunds kyrka